# تانيا صالح
تانيا صالح (1969) مغنية ومؤلفة أغانٍ، وفنانة تشكيلية لبنانية.

## السيرة الذاتية
ولدت تانيا في 11 آذار (مارس) 1969  [بحاجة لمصدر]، والدها الكاتب الراحل نجيب صالح من بلدة كفرشوبا (قضاء حاصبيا)، ووالدتها الإعلامية إخلاص الحج علي  (المشهورة باسم: سلمى الحاج علي)، وأختها المنتجة والإعلامية كاتيا صالح.
تعدّ تانيا إحدى أهم المغنيات وكاتبات الأغاني في العالم العربي فهي تلاقي تقديرا” واحتراما” كبيرين كونها من رواد الفن “البديل” في المنطقة. كلماتها تعبر عن واقع المجتمع اللبناني والعربي بكل حلاوته ومرارته وتشعباته السياسية والثقافية.
بدأت مسيرتها في العام 1990 ودخلت في تجارب موسيقية متعددة أصقلت موهبتها وأعطتها خبرة كبيره في دمج الأنماط الموسيقية المختلفة فأصبح الطرب العربي والموال والدبكة اللبنانية مُطعّماً بموسيقى الروك والفانك والجاز والبوسا نوفا وفي عملها الأخير مع الموسيقى الإلكترونية حتى استطاعت أن تخلق أسلوباً خاصاً بها لا ينافسها عليه أحد.
بالإضافة إلى الكلام والموسيقى، تمكنت تانيا من إيجاد لغة بصريه جديده في إطلالاتها المسرحية، في تصميم الصورة المرافقة لأعمالها وفي أغانيها المصورة وضعتها في مكان مختلف عن كل ما هو سائد في الساحة الفنية العربية اليوم.
تعاونت مع العديد من الفنانين العرب والأجانب منهم: زياد الرحباني، عصام الحاج علي، شربل روحانا،  توفيق فروخ، إبراهيم معلوف، طارق الناصر، ناتاشا أطلس، حسام رمزي، ريس بيك، نايل رودجرز، ريزا، شارلوت كافي، بيرند كورتز، انيلي دريكير، ماتياس آيك، كيتيل بيركستراند، تيري إيفانز، حاجز 303 وغيرهم…
بدأت مسيرتها في العام 1990 في عالم الإعلانات، وعملت كمغنية وممثلة مع زياد الرحباني في عمليه المسرحيين “بخصوص الكرامة والشعب العنيد” (1993) و“لولا فسحة الأمل” (1994).
بدأت مسيرتها المستقلة في عام 1997 وأصدرت حتى اليوم 5 ألبومات: “تانيا صالح” (2002)، “وحده” (2011)، “حفله حيه في د.ر.م.” (2012)،  “شوية صور” (2015)، و“تقاطع” (2018) 
عملت مع أهم المخرجين والفنانين اللبنانيين في تصوير أغانيها منهم نادين لبكي (“بلا ما نسميه”)، أمين دره (“هي لا تحبك أنت” و“وحده”)، شادي يونس (“شبابيك بيروت”)، عبيده صيداني (“طريق الحب”) وايلي فهد (“تقاطع”).
في العام 2007 تعاونت مجددا” مع نادين لبكي فكتبت لها أغنية “مرايتي يا مرايتي” في فيلم “سكر بنات”، ثم في العام 2011 كتبت جميع الأغاني في فيلم “وهلأ لوين” منها “حشيشة قلبي” و”يمكن لو” و”كيفو هالحلو؟” وقد حصد الفيلمان جوائز عالميه عديده. كما تعاونت مع ريس بيك في كتابة أغنية “رزق الله” لفيلم “ميراث” للمخرج اللبناني فيليب عرقتنجي.
ظهرت أغانيها في العديد من الأفلام الوثائقية، البرامج التلفزيونية والإذاعية، وعلى البرامج المخصصة للشبكة العنكبوتية كأغنية “لازم” التي استعملت كمقدمة في برنامج “وإنتو” للكاتبه جمانه حداد على “النهار تي ڤي”. شاركت تانيا في عدد من الأفلام الوثائقيه منها فيلم: “الموسيقى العربيه تتجه غربا“ من إنتاج القناة الأميركية PBS.
بالإضافة إلي ذلك فأغانيها موجودة في عدد من الألبومات التي تسلط الضوء على الموسيقى العربية المعاصرة منها:
“أغاني من ربيع مسروق” (النروج)،  “بغداد هيفي ميتال”،  “وردة الصحراء 5”(اميركا)، “راديو بيروت” (ألمانيا)، “غروب في مراكش”، “الوردة
الشرقيه” (تركيا).
شاركت في العديد من ورشات العمل في لبنان، الولايات المتحدة، النروج، السويد، ألمانيا، مصر، الإمارات العربية المتحدة، سويسرا، فرنسا، الكويت وغيرهم.
شاركت مهرجانات بعلبك الدولية في إنتاج حفل إطلاق ألبومها الأخير “شوية صور” حيث كتبت تانيا أغنية خاصه تكريما” لمدينة الشمس بعنوان “يا بعلبك”. كما كتبت أغنية “سكر الدكانه” التي كانت إحدى الأغاني التي عبرت عن أوجاع الشارع اللبناني في مواجهة سلطة الفساد.
أحيت تانيا حفلات عديدة في جميع أنحاء العالم: مهرجان بيبلوس الدولي، مهرجان ربيع بيروت، الميوزيك هول (لبنان)، دار الأوبرا، ماست أوبرا هاوس، مكتبة الإسكندرية، مسرح الجنينة وكايرو جاز كلاب (مصر)، دبي ديزاين ديستريكت (الإمارات العربية المتحدة)، مسرح الدوحة الوطني (قطر)، الروكسي ومهرجان آرلينغتون (الولايات المتحدة)، مسرح الأوديون (الأردن)، حديقة الشهيد (الكويت)، المركز الثقافي السويدي وستاليت (السويد)، مهرجان فري زون (النروج)، باربيكان (انكلترا) وغيرهم.
حصدت «جائزة النقاد الألمان» عن فئة «الموسيقى العالمية» عن ألبومها الغنائي الأخير «تقاطع» الذي أطلقته أواخر العام الماضي، بالتزامن مع نشرها على يوتيوب فيلمها الذي يحمل العنوان نفسه ومن إخراج إيلي فهد.

## الألبومات

### تانيا صالح
أصدرت تانيا صالح أول ألبوماتها في 11 مارس عام 2002 بعنوان «تانيا صالح» 
- الجيل الجديد
- يا سلوى ليش عم تبكي؟
- عالميّة
- بلا ما نسمّيه
- خلصوا الدفاتر
- يا ليل يا عين
- ياباله
- حسابك بعدين
- سبع أيام

### وحدة[14]
صدر ألبوم «وحدة» في 13 أبريل عام 2011 
- يا ولاد
- وحده
- راح الحب
- أيا شي
- شو؟
- لازم
- ما قلنا شي
- عمر وعلي
- تمنتاعش مولايا
- أيا شي

### حفلة حية في د.ر.م. 2012[11][21]
- مرايتي يا مرايتي
- كيفو هالحلو
- يمكن لو
- حشيشة قلبي
- رضا مش راضي
- عرفتي أيا ستيل
- طلاع من حياتي

### شوية صور 2015[13][22]
- شبابيك بيروت
- هي لاتحبك أنت
- شوية صور
- كل ما تروح
- يوم بيتوه
- رضا مش راضي
- هالعيون
- ما في ولا مشكل
- من سكات
- طريق الحب
- يوم بيتوه (موسيقى)

### تقاطع 2018[23]
- فرحا" بشيء ما
- كيف بروح
- ليس في الغابات عدل
- الشرق
- خناقة مع الله
- القصيدة الدمشقية
- لا سلام ولا كلام
- في بلاد الآخرين
- سنحلم
- انا ليليت
- الدنيا ربيع
- عجبي
- حنغني

## وصلات خارجية
- تانيا صالح على موقع ميوزك برينز (الإنجليزية)
- تانيا صالح على موقع ديسكوغز (الإنجليزية)
- موقع تانيا صالح
- تانيا صالح: حالتنا حالة!
- تانيا صالح تفتتح مهرجان «بيروت أند بيوند» وتغني الواقع العربي
- تانيا صالح لـ«الجمهورية»: الحُبّ لم يُخمِد ثورتي
- تانيا صالح: «أنا غير معروفة في لبنان»
- الفنانة اللبنانية تانيا صالح: «أمثِّل المرأة العربية وما لا تجرؤ على التعبير عنه»